# Sîneavka, Iemilciîne
Sîneavka (în ucraineană Синявка) este un sat în comuna Usolusî din raionul Iemilciîne, regiunea Jîtomîr, Ucraina.

## Demografie
Componența lingvistică a localității Sîneavka
     Ucraineană (94,12%)
     Rusă (5,88%)
Conform recensământului din 2001, majoritatea populației localității Sîneavka era vorbitoare de ucraineană (94,12%), existând în minoritate și vorbitori de rusă (5,88%).